# IC 3626
IC 3626 ist eine Galaxie vom Hubble-Typ S? im Sternbild Haar der Berenike am Nordsternhimmel. Sie ist schätzungsweise 623 Millionen Lichtjahre von der Milchstraße entfernt und hat einen Durchmesser von etwa 55.000 Lj. 

Im selben Himmelsareal befinden sich u. a. die Galaxien NGC 4613, NGC 4614, NGC 4565.
Das Objekt wurde am 23. März 1903 von Max Wolf entdeckt.